# Thank You Girl
Thank You Girl è una canzone del gruppo musicale britannico The Beatles pubblicata nel 1963.

## Descrizione
Intitolata inizialmente Thank You, Little Girl, la canzone è stata scritta da John Lennon e Paul McCartney come tributo a tutte le innumerevoli fans dei Beatles e in origine sarebbe dovuta essere il loro terzo singolo. Poi venne deciso di pubblicarla come lato B del 45 giri di From Me to You che venne registrata lo stesso giorno (5 marzo 1963). Il brano non è uscito in nessun album nel Regno Unito mentre è presente nel secondo LP pubblicato negli Stati Uniti, The Beatles' Second Album. Tra l'altro sempre negli Stati Uniti Thank You Girl venne ripubblicata nel 1964 come lato B di Do You Want to Know a Secret e riuscì in questo caso a raggiungere la posizione 35 nella Billboard Hot 100 nella primavera dello stesso anno, è inoltre presente nell'album The Beatles in Italy.